# Chisana (Alaska)
Chisana es un lugar designado por el censo situado en el área censal de Valdez–Cordova en el estado estadounidense de Alaska. Según el censo de 2010 no tenía habitantes.

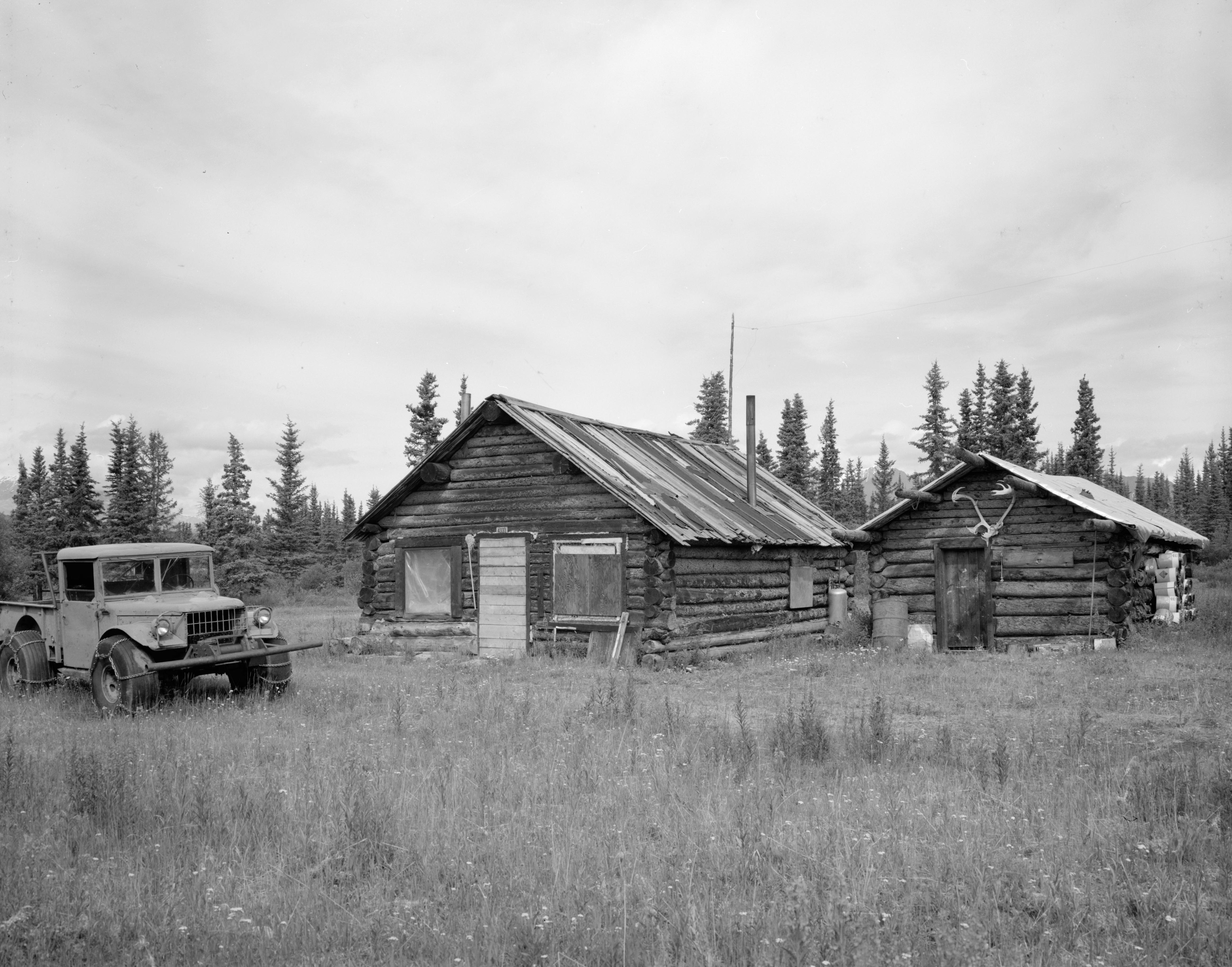
Oficina Postal de Chisana.

En 1985, la comunidad fue incluida en el Registro Nacional de Lugares Históricos como distrito histórico, el Distrito Histórico de Chisana.

## Localidades adyacentes
El siguiente diagrama muestra a las localidades más próximas a Chisana.